# نهر مارتابورا
نهر مارتابورا أو نهر بنجر الصغير (Banjar Kecil) أو نهر كايوتانجي (Kayutangi) هو نهر في جنوب شرق جزيرة بورنيو بإندونيسيا. إنه أحد روافد نهر باريتو، يندمج مع نهر باريتو في بنجرماسين.

## أصل الاسم
اسم النهر مأخوذ من مدينة مارتابورا، التي كانت عاصمة سلطنة بنجر في حوالي عام 1630، وتحديداً في منطقة كايو تانجي (ومن هنا جاء اسم 'نهر كايوتانجي'). اسم آخر هو 'نهر تاتاس' (بالإندونيسية: Sungai Tatas)، مشيرًا إلى دلتا تاتاس، التي استحوذت عليها شركة الهند الشرقية الهولندية (الآن وسط مدينة بنجرماسين الحديثة).

## صور

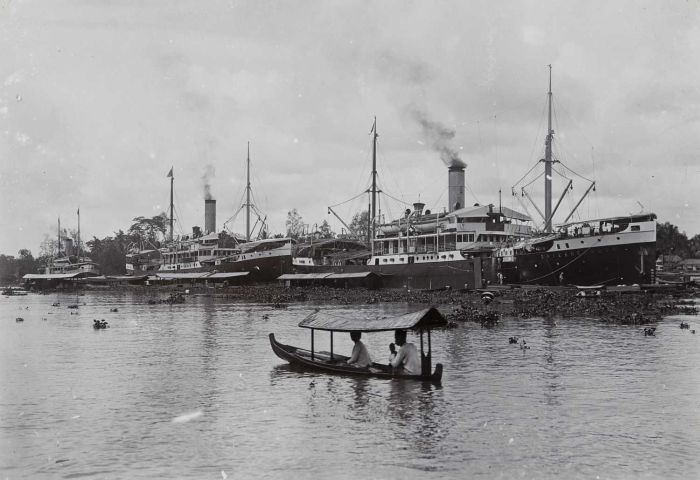
KPM ship at the dock of Martapura River in Banjarmasin
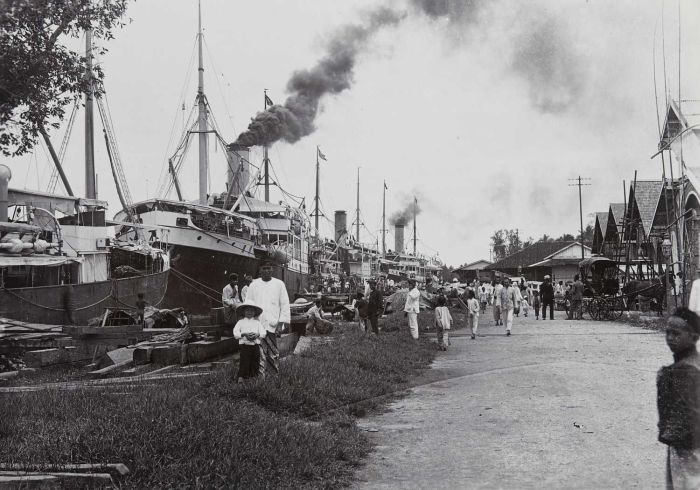
KPM ship at the dock of Martapura River in Banjarmasin
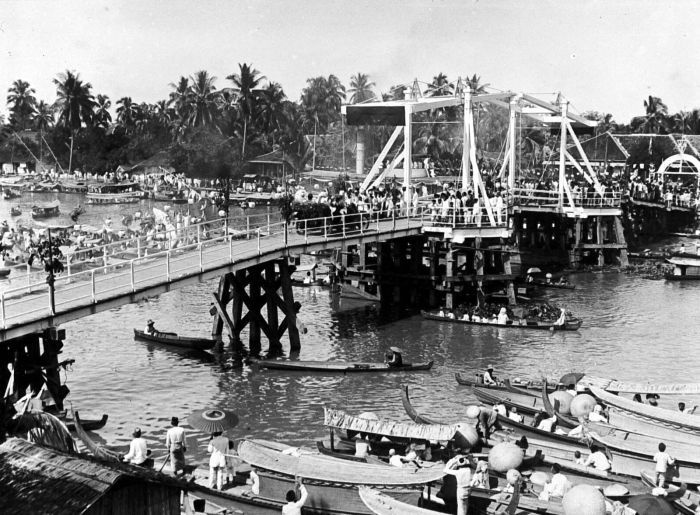
A bridge over Martapura River in Banjarmasin
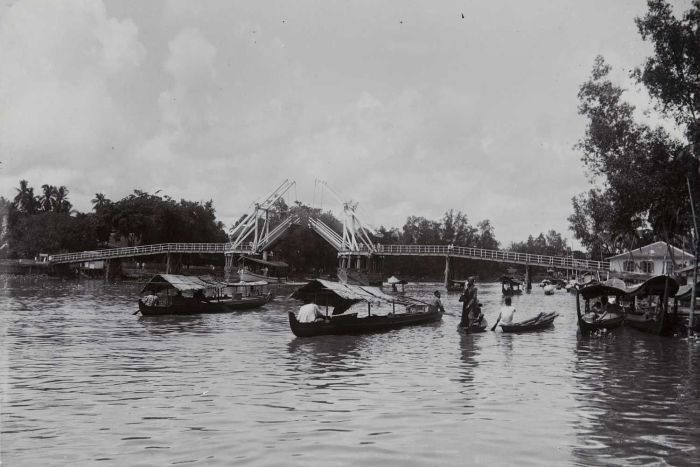
Martapura River in Banjarmasin
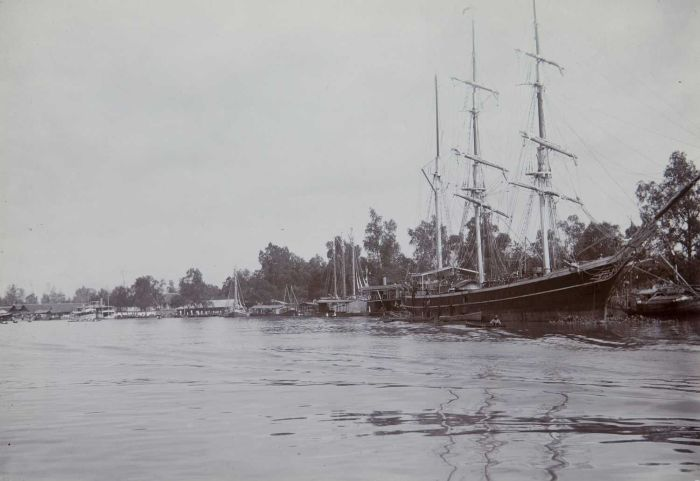
Martapura River
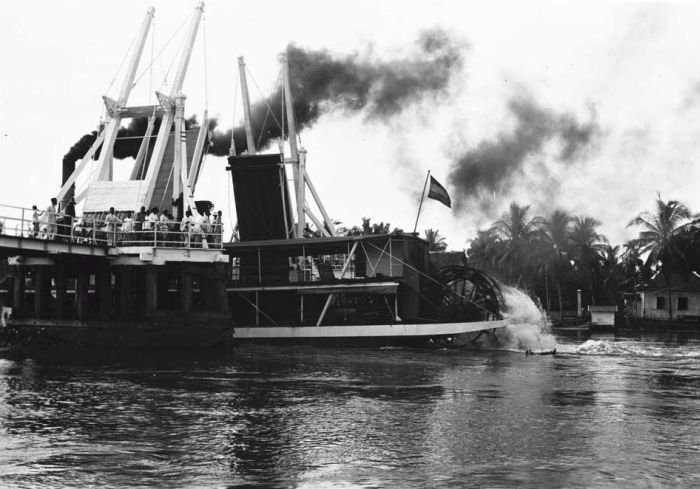
Martapura River
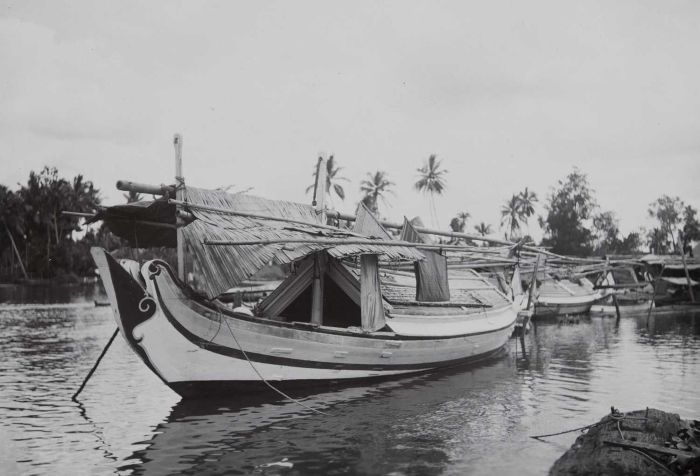
Madurese ship (golekan) docking in the bank of Martapura River